# Усердец
Усердец (ист. Усерд)— река в России, протекает в Белгородской области. Устье реки находится в 110 км по левому берегу реки Тихая Сосна. Длина реки составляет 52 км.

## Этимология
Исследователи связывают происхождение названия с славянских корнем «-серд-/-серед-», реконструируя незафиксированное в писменых источниках слово «усёрд» со значением «середина», либо «остров, отмель». Также проводится параллель с другим донским гидронимом —  Осерёд (Осередь).
Современное произношение через «ё» — Усёрдец.

## История
Топоним в формах Усерд, Большой Усерд , Большой Усердец впервые фиксируется в письменных источниках начала XVII века. В тех же источниках фиксируется название притока Малый Усерд, Малый Усердец. В устье реки в 1637 основан пограничный «город» (крепость) Усёрд (современное село Стрелецкое).

## Данные водного реестра
По данным государственного водного реестра России относится к Донскому бассейновому округу, водохозяйственный участок реки — Тихая Сосна, речной подбассейн реки — Бассейны притоков Дона до впадения Хопра. Речной бассейн реки — Дон (российская часть бассейна).
Код объекта в государственном водном реестре — 05010100712107000003561.
Впадают реки (км от устья)
- 6 км: река Сосна
- 12 км: река Черепаха
- 40 км: река Малинов Яр